# Sergio Salazar Salazar
Sergio Antonio Salazar Salazar (Tampico, Tamaulipas, 23 de noviembre de 1975) es un político mexicano, miembro del Partido Acción Nacional. Ha sido diputado federal y ocupado varios cargos en la administración local y federal. 

## Reseña biográfica
Sergio Salazar es químico fármaco biólogo egresado de la Universidad Autónoma de Nuevo León, tiene estudios truncos de maestría en microbiología industrial en la misma institución. Ejerció su profesión como director general de un laboratorio particular y jefe del área de laboratorio y banco de sangre del Hospital Regional de la zona norte del Instituto Mexicano del Seguro Social en Tamaulipas de 1971 a 1997.
De 1987 a 1988 fue secretario general del sindicato del IMSS en Ciudad Madero, Tamaulipas. En 1995 inició su militancia en el PAN. En 1996 fue elegido regidor al Ayuntamiento de Tampico y fue nombrado coordinador de los regidores del PAN.
En 1997 fue elegido diputado federal por la vía plurinominal a la LVII Legislatura de aquel año al de 2000. En la Cámara de Diputados fue secretario de la comisión de Salud; e integrante de las comisiones Especial de Fortalecimiento del Federalismo; Especial investigadora del Instituto Mexicano del Seguro Social; y de Seguridad Social.

### Incendio de la Guardería ABC
En 2007 fue nombrado director general de Prestaciones Económicas y Sociales del IMSS, en la administración de Felipe Calderón Hinojosa. Bajo su responsabilidad se encontraban las guarderías de IMSS y ocupaba dicho cargo el 5 de junio de 2009 en que ocurrió el incendio de la Guardería ABC en Hermosillo, Sonora; en consecuencia a ello fue cesado de su cargo el 18 de julio siguiente. El 3 de junio de 2010 un informe no vinculante elaborado por la Suprema Corte de Justicia de la Nación la señaló entre los funcionarios federales, estatales y municipales que habrían cometido incumplimientos en sus funciones que causaron la tragedia de la guardería.
El 13 de noviembre de 2020 fue detenido por la Fiscalía General de la República en relación con presuntas responsabilidades en torno al siniestro de la Guardería ABC; siendo igualmente detenida Carla Rochín Nieto, quien se desempeñó como Coordinadora Nacional de Guarderías. Ambos fueron vinculados a proceso y confirmada su prisión preventiva el 24 de noviembre siguiente.